# HMS Earl of Peterborough (1915)
«Ерл Оф Пітерборо» (англ. HMS Earl of Peterborough) — один з моніторів типу «Лорд Клайв», названий на честь Карла Мордаунта, третього графа Пітерборо, британського генерала — учасника Війни за іспанську спадщину, який воював в Іспанії. 12-дюймові (305-міліметріві) гармати головного калібру для нього були зняті із застарілого пре-дредноута типу «Маджестік» HMS Mars.
Монітори типу «Лорд Клайв» були побудовані в 1915 році насамперед для боротьби з німецькою береговою артилерією в окупованій Бельгії під час Першої світової війни. «Ерл Оф Пітерборо», однак, був відправлений до Східного Середземномор'я, де і перебував весь час служби. На початку 1916 року він обстрілював османські позиції в Дарданеллах, зокрема прикриваючи евакуацію десанту під час Дарданелльської операції. Восени 1916 року «Ерл Оф Пітерборо» разом з однотипним «Сер Томас Піктон» був переведений для підтримки італійських військ до Адріатичного моря. Британські монітори взяли участь у 11-тій битві при Ізонцо, обстрілюючи позиції австро-угорських військ разом італійськими моніторами «Фаа ді Бруно» та «Альфредо Каппелліні»
Після перемир'я в листопаді 1918 року «Ерл Оф Пітерборо» та однотипні монітори були переведені в резерв, оскільки в мирний час ці спеціалізовані та наспіх побудовані кораблі стали надлишковими. 1921 року «Ерл Оф Пітерборо» був утилізований.